# Henri d'Aramitz
Henri d'Aramitz (Béarn, 1619 – Béarn, 1655 o 1674) è stato un abate, militare e agente segreto francese della regione della Guascogna, moschettiere nero della Maison du Roi nella Francia del XVII secolo. Nipote del conte di Troisville, capitano dei moschettieri della guardia, è stato l'ispirazione per Aramis, il personaggio di Alexandre Dumas nel romanzo I tre moschettieri.

## Biografia
Nacque da nobili origini, da Charles d'Aramitz e Catherine d'Espalungue de Rague a Béarn, in Francia. Suo padre visse a Parigi come sottufficiale dei moschettieri della guardia, ma alla morte del nonno, l'abate Pierre d'Aramitz, tornò a Béarn e prese possesso dell'abbazia di suo padre. Suo nonno era infatti un capitano ugonotto, anche se non ci sono prove che fosse lui stesso un protestante, poiché sposò una cattolica devota.
Suo zio, il conte di Troisvilles, lo chiamò a Parigi insieme ai suoi cugini Armand d'Athos e Isaac de Porthau, data la loro reputazione di spadaccini. In questa occasione, ebbe la possibilità di incontrare il conte d'Artagnan. Le Mémoires de M. d'Artagnan, scritte da Gatien de Courtilz de Sandras, serviranno in seguito per il romanzo I tre moschettieri di Alexandre Dumas. Nel maggio 1640, si unì ai moschettieri della guardia.
Sposò Jeanne de Béarn-Bonnasse il 16 febbraio 1650, ebbe due figli, Clément e Amant, e una figlia. Dopo la morte del padre nel 1648, si dimise dalla guardia e subentrò come abate di Béarn. Le fonti non sono d'accordo sulla sua data di morte, registrata come 1655 o 1674.